# Farkas András (labdarúgó)
Farkas András (Kecskemét, 1992. december 3. –) magyar labdarúgó, a Tiszakécske játékosa.

## Pályafutása
A Kecskemét saját nevelésű védője, 2011 óta a felnőtt kerettel készül. Bemutatkozása az NB1-es csapatban 2011. május 14-én a BFC Siófok ellen történt.